# 光叶山楂
光叶山楂（学名：Crataegus dahurica）为蔷薇科山楂属的植物。分布于蒙古、俄罗斯以及中国大陆的黑龙江、内蒙古等地，生长于海拔500米至1,000米的地区，见于河岸林间草地和砂丘坡上，目前尚未由人工引种栽培。